# سفیر ۷۴
سفیر-۷۴ یا تایپ-۷۲زد بهینه‌سازی تانک تایپ-۵۹، تی-۵۴ و تی-۵۵؛ تانک‌های دهه ۱۹۵۰ کشورهای عضو پیمان ورشو در ایران است. تایپ-۵۹ مدل تولید چین تانک تی-۵۴ شوروی است و تانک سفیر در سال ۱۳۷۴ برای افزایش توانایی‌ها و طول عمر تانک‌های تایپ-۵۹، تی-۵۴ و تی-۵۵ ایران طراحی شد.
تی-۵۴ تانک معروف شوروی‌ها و پرتیراژترین تانک تاریخ بوده‌است که اولین پیش‌نمونه آن در سال ۱۹۴۷ ساخته شد و نزدیک به صد هزار عراده از آن تاکنون ساخته شده که از این میان تعدادی با بهینه‌سازی‌های گسترده هنوز به فعالیت خود ادامه می‌دهند. سفیر-۷۴ یکی از این بهینه‌سازی‌هاست که بر روی تانک‌های تی-۵۴، تی-۵۵ و تایپ ۵۹ که در زمان جنگ ایران و عراق از چین، سوریه و لیبی خریداری شده بودند، انجام شده‌است.
تعداد تانک‌های سفیر ارتقاء یافته اعلام نشده است اما برآورد شده که در سال ۲۰۱۰ کل تانک‌های خانواده تی-۵۴ فعال در نیروهای مسلح ایران حدود ۵۴۰ عراده باشند که از هر تانک دیگری بیشتر است.
عدد ۷۲ در نام این تانک به سال‌های خورشیدی اشاره دارد برخلاف تانک‌های دیگر کشورها که این عدد به سال میلادی تکمیل نهایی طرح اشاره دارد. از همین رو این تانک با تانک معروف تی-۷۲ شوروی ارتباطی ندارد. تانک سفیر۷۴ برای حمل و نقل و جابجایی و طی کردن مسافت های طولانی یکی از بهترین ها محسوب می شود.

## ویژگی‌ها

### سلاح
سلاح اصلی این تانک یک مدل تولید ایران توپ ۱۰۵ میلی‌متری آمریکایی ام۶۸ است که جایگزین توپ اصلی ۱۰۰ م‌م تی-۵۴ شده‌است. تانک‌های ام۶۰آ۱ که از سال ۱۹۶۹ در اختیار ایران است هم از همین توپ استفاده می‌کنند. این توپ علاوه بر گلوله‌های مختلف ۱۰۵ میلی‌متری ناتو توان شلیک موشک ضد تانک روسی ای‌تی-۱۰ (AT-10/ Bastion) را با برد ۴ کیلومتری دارد. این تانک از سیستم کنترل آتش اسلوونیایی کامپیوتری فونتانا ئی‌اف‌سی‌اس-۳ (Fontana EFCS-3) استفاده می‌کند.
یک تیربار ۷٫۶۲ پی‌کاتی هم‌محور با سلاح اصلی و یک تیربار سنگین ۱۲٫۷ دوشکا هم بر روی سقف تانک قرار دارند. یک اگزوز در سمت چپ بدنه امکان خروج دود زیاد را فراهم می‌آورد و چهار پرتابگر نارنجک دودزا نیز در اطراف برجک نصب شده‌اند.

### موتور
به گفته منابع ایرانی این تانک از موتور دیزلی وی-۴۶-۶ وی-۱۲ با قدرت ۷۸۰ اسب بخار استفاده می‌کند. این موتور روسی بر روی نسل‌های اولیه تانک‌های تی-۷۲ هم نصب شده‌است. ایران ۳۰۴ عدد از این موتورها را بین سال‌های ۱۹۹۳ تا ۲۰۰۰ از روسیه خریداری کرده و بر روی تی-۷۲ام۱ (مدل صادراتی تی-۷۲آ)‌هایی که از لهستان خریداری کردهاست، هم نصب کرده‌است. با توجه وزن ۳۶ تنی این تانک نسبت قدرت به وزن آن ۲۱٫۶۶ اسب بخار به تن است و حداکثر سرعت آن در جاده به ۶۵ کیلومتر می‌رسد. در تی-۵۵ این نسبت ۱۶٫۱۱ و حداکثر سرعت جاده ۵۰ کیلومتر است.

### زره
تی-۵۴ با توجه به وزن ۳۶ تنی خود از زره سبکی برخوردار است. در مقام مقایسه بیشتر تانک‌های مدرن غربی بیش از ۶۰ تن وزن دارند. اما مجتمع صنعتی شهید کلاهدوز یک  زره واکنشی انفجاری طراحی کرده که می‌توان به سرعت آن را بر روی این تانک (و همچنین تانک‌های دیگر مثل تی-۵۴، تی-۵۵ و تی-۷۲) نصب کرد تا توانایی بقاپذیری تانک را در میدان جنگ افزایش دهد. این بسته زرهی شباهت زیادی با بسته‌های زرهی ساخت روسیه دارد که چند سالی است بر روی برخی از تانک‌های روسیه از جمله تی-۸۰بی‌وی نصب می‌شود. این زره واکنشی از یک لایه کامپوزیتی تشکیل شده که از تانک در مقابل انرژی شیمیایی و انرژی جنبشی جسم شلیک شده به سوی تانک حفاظت می‌کند. به گفته منابع ایرانی سیستم انفجاری آن در مقابل گلوله‌های کوچک یا نارنجک‌های با کالیبر کمتر از ۳۰ میلی‌متری فعال نمی‌شود و نسبت به مهمات از نوع ناپالم مقاوم است. در تی-۷۲زدهای دارای زره واکنشی یک دامن زرهی بر روی شنی‌های تانک نیز قرار دارد که به دامن زرهی تایپ ۵۹ شبیه است.

### قابلیت‌ها
از قابلیت‌های نصب شده روی این تانک سیستم اطفاء حریق و فرمان برقی آن است.

## پی‌نوشت‌ها
1. ↑  Type 59 FAS
2. ↑  تانک سفیر 74 عملیات دفاعی نظامی خود را به نمایش گذاشت بایگانی‌شده  در ۱ ژانویه ۲۰۱۳ توسط Wayback Machine ایرنا، ۱۳۷۴
3. ↑  Iranian Ground Forces Equipment Global Security
4. ↑  "DIO T-72Z (T-55) Main Battle Tank (MBT)". Militaryfactory.com. Retrieved 26 June 2017.